# Veenendaal-Veenendaal 2005
La Veenendaal-Veenendaal 2005, ventesima edizione della corsa, valida come evento dell'UCI Europe Tour 2005 categoria 1.HC, si svolse il 15 aprile 2005 su un percorso di 209,6 km. Fu vinta dall'olandese Paul van Schalen, che terminò la gara in 4h 54' 59" alla media di 42,633 km/h.
Furono 30 i ciclisti che portarono a termine la competizione.

## Ordine d'arrivo (Top 10)
| Pos. | Corridore         | Squadra         | Tempo    |
| ---- | ----------------- | --------------- | -------- |
| 1    | Paul van Schalen  | Axa Cycling     | 4h54'59" |
| 2    | Dean Podgornik    | Tenax-Nobili    | s.t.     |
| 3    | Ruslan Ivanov     | Domina Vacanze  | s.t.     |
| 4    | Bart Dockx        | Davitamon-Lotto | s.t.     |
| 5    | Gerben Löwik      | Rabobank        | s.t.     |
| 6    | Jurgen Van Loocke | Landbouwkrediet | a 4"     |
| 7    | Steven de Jongh   | Rabobank        | s.t.     |
| 8    | Nico Eeckhout     | Choc. Jacques   | s.t.     |
| 9    | Stefan Schumacher | Shimano         | s.t.     |
| 10   | Petr Benčík       | eD'System-ZVVZ  | s.t.     |